# والنتین (فیلم)
والنتین (اسپانیایی: Valentín‎) یک فیلم به کارگردانی آلخاندرو اگرستی است که در سال ۲۰۰۲ منتشر شد. از بازیگران آن می‌توان به کارمن مائورا، آلخاندرو اگرستی، و کارلوس روفی اشاره کرد.